# Hormilla
Hormilla ist ein Ort und eine nordspanische Gemeinde (municipio) mit 431 Einwohnern (Stand: 2024) im Zentrum der Autonomen Gemeinschaft La Rioja. Die Gemeinde gehört zum Weinbaugebiet der Rioja Alta.

## Lage und Klima
Hormilla liegt etwa 27 Kilometer westlich von Logroño in ca. 625 m Höhe. Durch die Gemeinde führt die Autovía A-12. Regen (ca. 733 mm/Jahr) fällt – mit Ausnahme der Sommermonate – übers Jahr verteilt.

## Bevölkerungsentwicklung
| Jahr      | 1970 | 1981 | 1991 | 2001 | 2011 | 2021 |
| Einwohner | 700  | 580  | 499  | 463  | 453  | 429  |

Als Folge der Reblauskrise, der Mechanisierung der Landwirtschaft, der Aufgabe bäuerlicher Kleinbetriebe und des daraus resultierenden geringeren Arbeitskräftebedarfs ist die Einwohnerzahl des Orts seit der Mitte des 20. Jahrhunderts stetig gesunken.

## Sehenswürdigkeiten
- Martinskirche (Iglesia de San Martín de Tours)
- Botanischer Garten

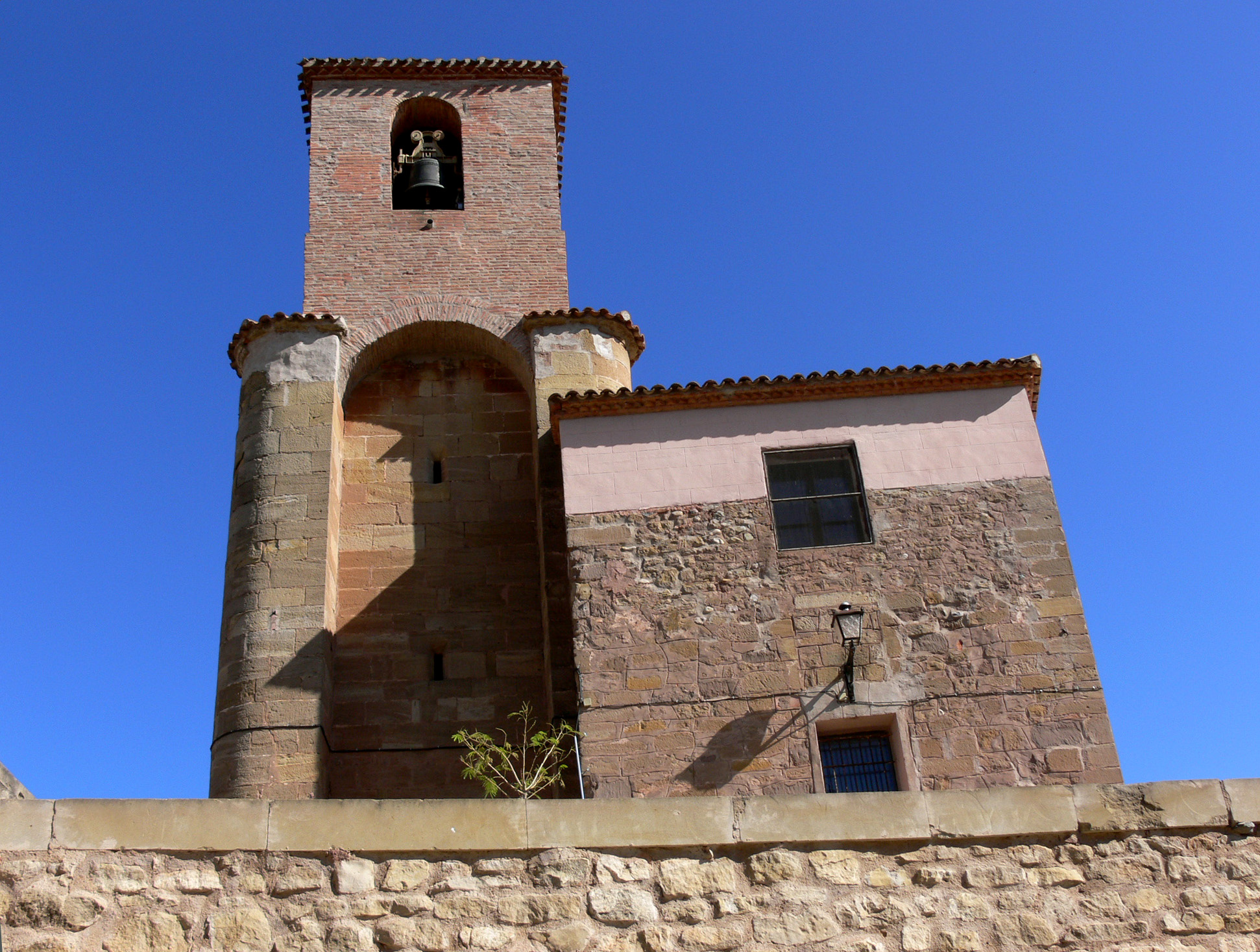
Martinskirche

## Persönlichkeiten
- Sancho de Londoño (um 1515–1569), Schriftsteller und Söldner